# Bromation

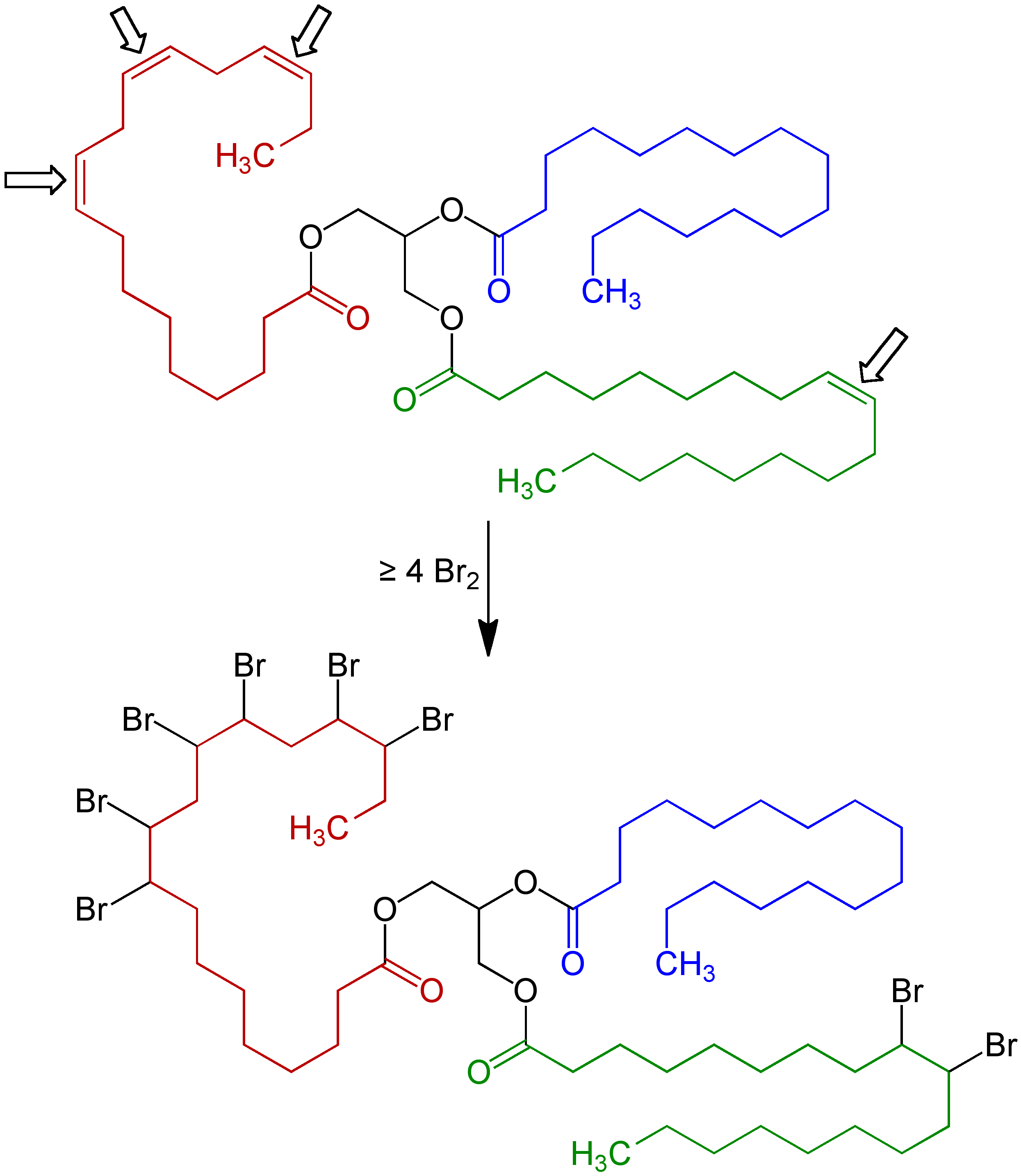
Addition électrophile de brome à un alcène en utilisant l'exemple d'un triglycéride avec un résidu d'acide gras saturé marqué en bleu, un résidu d'acide gras monoinsaturé marqué en vert et un résidu d'acide gras polyinsaturé marqué en rouge. Les flèches indiquent les quatre doubles liaisons carbone-carbone. Dans la moitié basse, le produit de bromation après l'addition de quatre molécules de dibrome (Br_{2}), correspondant à huit atomes de brome (représenté sans tenir compte de la stéréochimie).

La bromation est un cas particulier d'halogénation, et fait référence à une réaction chimique visant à introduire un ou plusieurs atomes de brome dans un composé organique. Il peut s'agir d'une réaction d'addition ou de substitution et le mécanisme de réaction peut être ionique ou radicalaire.
De nombreux composés sont des substrats possibles pour la bromation :
- les alcanes (substitution radicalaire) ;
- les alcènes (addition électrophile ainsi que bromation en position allylique) ;
- les alcynes (addition électrophile) ;
- les composés aromatiques (substitution électrophile ainsi que bromation en position benzyle).

Dans l'industrie chimique, la chloration est souvent utilisée comme alternative car le chlore est moins cher et a une masse molaire plus faible. En laboratoire, en revanche, la bromation est généralement préférée car le brome est plus facile à manipuler (liquide à température ambiante) et présente également une plus grande sélectivité en raison de sa moindre réactivité (en).

## Bromation des alcanes
La substitution radicalaire est une réaction difficile à contrôler et produit généralement tous les produits et isomères possibles. Elle n'est donc utilisée en synthèse organique que dans des cas exceptionnels.

## Bromation des alcènes/alcynes
La bromation électrophile des alcènes/alcynes se produit au niveau de la liaison double/triple  et peut également être réalisée avec des substrats complexes à groupes fonctionnels multiples. L'addition de brome aux alcènes/alcynes se fait avec une économie atomique (en) élevée.

## Bromation des composés aromatiques

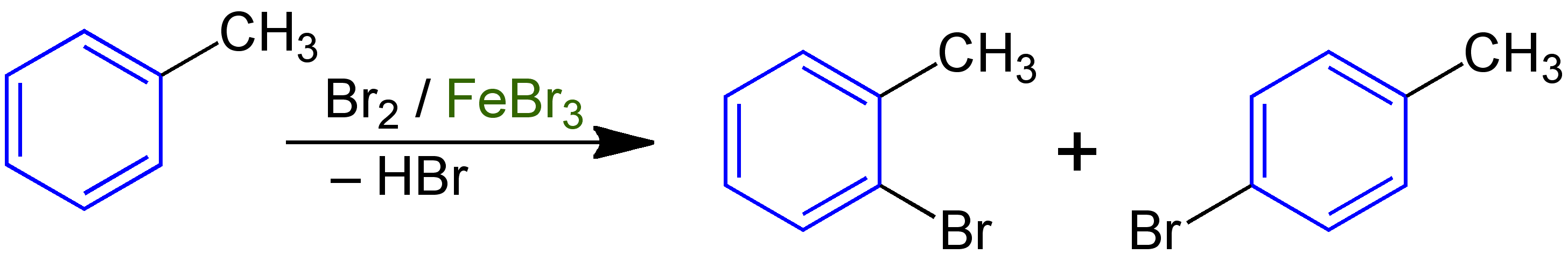
Bromation du toluène sur le noyau aromatique

Bromation du toluène sur la chaîne latérale

Les composés aromatiques peuvent être bromés soit au niveau du noyau, soit dans la chaîne latérale (aliphatique), selon les conditions de la réaction.
La bromation sur le noyau est un exemple de substitution électrophile appelée substitution électrophile aromatique. La substitution au niveau de la chaîne latérale se produit de préférence en position benzylique (c'est-à-dire à proximité immédiate du cycle) car les radicaux benzyles sont stabilisés par le cycle aromatique. En présence de rayonnement UV et/ou de températures élevées, la bromation se produit dans la chaîne latérale. Avec l'ajout d'un catalyseur (généralement un acide de Lewis, par exemple le FeBr3) et à basse température, la substitution se produit préférentiellement sur le noyau.

## Bromation en position allylique ou benzylique
L'introduction d'un atome de brome en position allylique ou benzylique est considérée comme un cas à part. La bromation à cette position est également connue sous le nom de réaction de Wohl-Ziegler. Il s'agit d'une substitution radicalaire dans laquelle le NBS (N-bromosuccinimide) est utilisé comme réactif afin de maintenir la concentration en brome à un faible niveau et d'empêcher ainsi l'addition électrophile sur la double liaison ou le noyau aromatique.